# قاطع (الهايي)
قاطع (بالفارسية: گاطع) هي قرية وتقع في إيران في قسم الهايي الريفي. يقدر عدد سكانها بـ 96 نسمة بحسب إحصاء 2016.